# Poppe Kornél
Poppe Kornél, Poppe Kornél Adolf Tivadar (Budapest, 1884. október 10. – Budapest, 1941. január 20.) tüzér őrnagy, alezredes, léghajóparancsnok.

## Életrajza
Poppe Ödön és Bachfrieder Amália fiaként született. A budapesti Markó utcai főreáliskolában érettségizett, majd 1903-ban mint egyéves önkéntes vonult be a vártüzérekhez. Az első világháború kitörésekor a léghajósszázad parancsnoka volt Cattaróban (Festungballonabt. Nr.).
1915 októberétől 1916 februárjáig a Cuxhaven mellett lévő Nordholz német légikikötőben elsajátította a Zeppelin léghajó vezetését. Ott tartózkodási ideje alatt hét hadiúton vett részt a Zeppelin fedélzetén az Északi-tenger felett. A Zeppelin vezetői kiképzése alapján 1916 februárjában a Temesváron felállított Zeppelin léghajóállomás parancsnoka lett. Onnan több bombázó útra indul Zeppelin léghajóval. Utolsó ilyen útja alkalmával 1917 tavaszán léghajója az ellenséges tűzben megsérült, bolgár területen Trnovo mellett volt kénytelen kényszerleszállásra, éppen Mackensen német hadsereg-parancsnok főhadiszállása közelében. Ebből az alkalomból kapta meg a 2. o. német Vaskeresztet.
1918. január 16-án az olasz fronton a 13. ballonmegfigyelő század parancsnoka volt, 300 méter magasságban kiugrott a megfigyelőkosárból, és másfél perc alatt sértetlenül leereszkedett ejtőernyőjével a földre.
1926. szeptember 18-án Budapesten házasságot kötött László Alojzia Mária középiskolai tanárnővel (Bp, 1886. nov. 22. – Bp, 1965. okt. 11.).
1931-ben a Magyar Aero Szövetség (MAeSz) megbízásából a Zeppelin léghajó le-, és felszállását vezette a Budapest-csepeli repülőtéren. Hadi tetteiért több értékes háborús kitüntetésben részesült. A háború után egy ideig a Légügyi Hivatalnál, majd a Hadilevéltárban és a Haditechnikai Intézetnél dolgozott. Mint alezredes vonult nyugalomba.
Több ismeretterjesztő illetve technikai szaklap állandó szerzője volt, többek között: Magyar Mérnök- és Építész Egylet Közlönye (1922. VI. 25-i 26. szám),  Magyar Mérnök- és Építész Egylet Közlönye (1924. X. 26. LVIII. kötet 41 -42. szám) a Z. R. III. léghajóról. Az Ifjúság és Élet földrajz-természettudományi, ifjúsági folyóirat (1927. szeptember 10. – 1928. június 25. között) a legújabb nagyméretű léggömb című írása.
A Magyar Meteorológiai Társaság alapítói között is említik. Ez a tevékenység valószínűleg a folyamatos meteorológiai adatközlés volt, melyhez, mint léghajós szakértelemmel és lehetőséggel is rendelkezett.
Budapesten halt meg 57 évesen, súlyos betegségben, arc- és tüdőrákban 1941-ben.